# Bảy kỳ quan thế giới mới

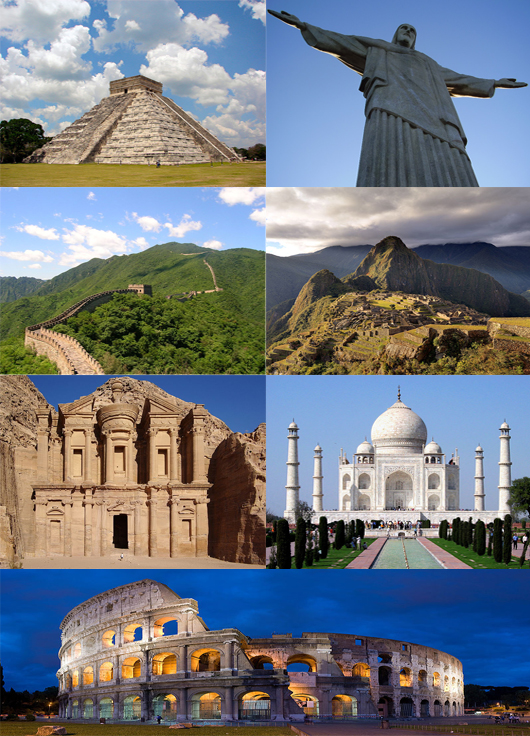
Bảy kỳ quan thế giới mới, từ trên xuống, trái sang:
Chichén Itzá - Tượng Chúa Cứu Thế
Vạn Lý Trường Thành - Machu Picchu
Petra - Taj Mahal
Đấu trường La Mã

Bảy kỳ quan thế giới mới là bình chọn những kỳ quan thế giới qua mạng lưới toàn cầu để tìm ra bảy tuyệt tác kiến trúc nghệ thuật khác bên cạnh Bảy kỳ quan thế giới cổ đại của văn minh nhân loại.
Sự kiện nói trên không phải do Tổ chức văn hóa, giáo dục Liên Hợp Quốc (UNESCO) tổ chức và tất nhiên kết quả 7 kỳ quan thế giới mới cũng không được tổ chức này công nhận. Tuy nhiên, nhờ có sự quảng bá tốt vượt trội nên chương trình bình chọn của New7wonder đã có tiếng vang trên toàn thế giới, quy mô bình chọn vượt hơn hẳn các chương trình khác. Liên Hợp Quốc cũng đánh giá cao cuộc bầu chọn bảy kỳ quan thế giới mới, bởi nó phù hợp với Mục tiêu Phát triển Thiên niên kỷ, giúp du khách và nhân dân các nước biết đến hàng trăm danh thắng, kỳ quan thiên nhiên đa dạng và độc đáo ở khắp các châu lục. Do vậy, dù không được công nhận về mặt khoa học, các chương trình vận động bình chọn của nhiều nước vẫn muốn tận dụng điều này để quảng bá cho địa điểm du lịch của đất nước họ để thu lợi về mặt thương mại.
Tới thời điểm kết thúc bầu chọn, đã có hơn 100 triệu lượt phiếu bầu cho các địa danh ứng cử viên.

## Cuộc bình chọn
Danh sách "Bảy kỳ quan thế giới mới" do nhà phiêu lưu mạo hiểm người Canada-Thụy Sĩ Bernard Weber phát động từ năm 1999, hiện nay do New Open World Corporation (NOWC), một tổ chức phi lợi nhuận tư nhân  có trụ sở tại Thụy Sĩ tổ chức. Có nguồn khác cho New Open World Corporation (NOWC) là một cơ sở thương mại. tất cả các giấy phép và tiền đỡ đầu hay quảng cáo được trả cho một hãng về luật pháp nằm ở Panama. Bernard Weber kể lại: "Một hôm, vợ tôi - giáo viên - báo cho tôi biết nàng đang thực hiện một dự án về 7 kỳ quan thế giới cũ với học sinh. Tôi liền nghĩ: Tại sao không có 7 kỳ quan mới? Kỳ quan thế giới là một ý tưởng của người Hy Lạp cổ đại. Tôi muốn làm sống lại ý tưởng đó. Cũng giống như đại hội thể thao Olympic ngày nay bắt nguồn từ Olympic cổ xưa. Tôi muốn lập một danh sách kỳ quan thế giới mới. Danh sách này mang tính dân chủ và chính thức bởi nó là tiếng nói của công chúng".
Việc lựa chọn đang được tiến hành với các lá phiếu tự do và lá phiếu phải trả tiền qua hình thức điện thoại hay mạng Internet. Lá phiếu đầu tiên được tự do đăng ký thành viên và những lá phiếu sau có thể được mua thông qua một khoản quyên góp cho NOWC. Ngoài việc bán phiếu bầu, NOWC dựa vào các khoản quyên góp từ cá nhân, việc mua bán các loại hàng hóa như áo phông, đồ lưu niệm và các khoản thu từ quảng cáo để hoạt động.
Để đảm bảo cơ sở khoa học của cuộc bình chọn, bắt đầu từ ngày 1/1/2006, một hội đồng giám khảo quốc tế đã được thành lập do tiến sĩ Federico Mayor Zaragoza, cựu Tổng Giám đốc UNESCO (Cơ quan Văn hóa, Khoa học và Giáo dục của Liên Hợp Quốc) làm chủ tịch. Hội đồng giám khảo quốc tế này sẽ tham gia việc đánh giá các kỳ quan, loại bỏ các kỳ quan không xứng đáng được đề cử.

## Tiêu chí bình chọn
Theo trang web của NOWC, Bernard Weber đã khởi động dự án vào tháng 9 năm 1999. Tới ngày 24 tháng 11 năm 2005, 177 công trình kiến trúc đã được lựa chọn để bầu. Tiêu chí để một công trình được tham gia cuộc bình chọn:
- Phải do con người xây dựng lên.
- Hoàn thành trước năm 2000 và đang được bảo tồn tốt.
- Mỗi châu lục phải có ít nhất một đại diện.
- Mỗi quốc gia chỉ được có một công trình tham gia.

## Kết quả bình chọn
Đến nay, NOWC đã chọn ra 21 công trình trong danh sách các di sản thế giới để chính thức chọn ra bảy kỳ quan thế giới mới. Danh sách chính thức của Bảy kỳ quan thế giới mới đã được công bố vào thứ 7, ngày 7 tháng 7 năm 2007 (con số biểu tượng: 07.07.07.07) tại Lisboa, Bồ Đào Nha.
Ngày 7 tháng 7 năm 2007, ban tổ chức cuộc bình chọn đã công bố kết quả danh sách 7 kỳ quan mới tại Bồ Đào Nha. Ngay sau đó, ban tổ chức đã khởi động cuộc thi mới: Chương trình bình chọn bảy kỳ quan thiên nhiên của thế giới mới.
Đại kim tự tháp Giza, lớn nhất và lâu đời nhất trong ba kim tự tháp tại Giza Necropolis ở Ai Cập, được bình chọn theo danh dự do đây là kì quan duy nhất còn tồn tại trong Bảy kỳ quan thế giới cổ đại.

### Danh sách 7 kỳ quan thế giới mới
| Công trình                                    | Địa điểm                   | Hình ảnh                                                           | Năm     |
| --------------------------------------------- | -------------------------- | ------------------------------------------------------------------ | ------- |
| Giza Necropolis (danh dự) أهرامات الجيزة      | Giza, Ai Cập               | Pyramide Kheops                                                    |         |
| Vạn Lý Trường Thành 万里长城 Wànlǐ Chángchéng | Trung Quốc                 | The Great Wall of China (Mutianyﺁ section)                         | 700 TCN |
| Petra البتراء Al-Batrā                        | Ma'an Governorate, Jordan  | The Monastery at Petra                                             | 312 TCN |
| Đấu trường La Mã Colosseo                     | Roma, Ý                    | The Colosseum at dusk: exterior view of the best-preserved section | 70      |
| Khu di tích Chichén Itzá Chi'ch'èen Ìitsha'   | Yucatán, Mexico            | cordelia maxwell house                                             | 600     |
| Machu Picchu                                  | Cuzco, Peru                | Machu Picchu in Peru                                               | 1438    |
| Taj Mahal ताज महल تاج محل                      | Agra, Uttar Pradesh, Ấn Độ | Taj                                                                | 1632    |
| Tượng Chúa Kitô Cứu Thế Cristo Redentor       | Rio de Janeiro, Brasil     | Christ the Redeemer in Rio de Janeiro                              | 1926    |

### Danh sách các kỳ quan lọt vào vòng bình chọn bán kết
13 công trình khác lọt vào danh sách cuối cùng theo thứ tự alphabet, bao gồm:
| Công trình             | Địa điểm             | Hình ảnh | Năm      |
| ---------------------- | -------------------- | -------- | -------- |
| Acropolis              | Athens, Hy Lạp       |          | 447 TCN  |
| Alhambra               | Granada, Tây Ban Nha |          | 1333     |
| Angkor Wat             | Angkor, Campuchia    |          | 1113     |
| Tháp Eiffel            | Paris, Pháp          |          | 1887     |
| Hagia Sophia           | İstanbul, Thổ Nhĩ Kỳ |          | 360      |
| Chùa Otowasan Kiyomizu | Kyoto, Nhật Bản      |          | 1633     |
| Moai                   | Đảo Phục Sinh, Chile |          | 1250     |
| Lâu đài Neuschwanstein | Füssen, Đức          |          | 1869     |
| Quảng trường Đỏ        | Moskva, Nga          |          | 1561     |
| Tượng Nữ thần Tự do    | New York, Hoa Kỳ     |          | 1886     |
| Stonehenge             | Amesbury, Anh        |          | 2400 TCN |
| Nhà hát Opera Sydney   | Sydney, Úc           |          | 1959     |
| Timbuktu               | Mali                 |          | 1327     |

## Phê phán
UNESCO tuyên bố kết quả do NOWC công bố là mang tính riêng tư, chỉ phản ánh ý kiến của những người sử dụng Internet và điện thoại di động. Cùng với các chuyên gia nghệ thuật học, Tổ chức UNESCO cũng cho rằng cuộc bình chọn của NOWC không mang tính khoa học, và kết quả bình chọn không có bất kỳ đóng góp nào về mặt ý nghĩa và bền vững cho việc phòng giữ các công trình được chọn.
Tổ chức UNESCO cũng cho rằng nếu chỉ đánh giá trên góc độ cảm tính từng địa điểm thôi thì không đủ, mà phải có những đánh giá trên góc độ khoa học và được bảo vệ bằng những chế tài luật pháp đầy đủ. UNESCO đánh giá chương trình của Weber mới chỉ dựa vào ý kiến của những người tham gia mà thiếu các góc độ còn lại. Việc bỏ phiếu bị đánh giá phần nhiều mang tính cục bộ, dân tộc, thiếu các tiêu chí khách quan. Các nhà quan sát cho rằng các nhà tổ chức thiếu các biện pháp để tránh chuyện một người bỏ phiếu nhiều lần.
Do điều này, Nagib Amin, một chuyên gia Ai Cập về di sản thế giới phát biểu: "Ngoài khía cạnh thương mại, lá phiếu không có cơ sở khoa học." . Tại Ai Cập, Bộ trưởng Văn hóa Farouq Hosni gọi cuộc bầu chọn này là "ngớ ngẩn" và mô tả Weber - nhà sáng lập NOWC - chỉ có mục đích duy nhất là "tự quảng cáo" . Có người đã liên hệ hoạt động và cách kinh doanh của NOWC với Viện Tiểu sử Hoa Kỳ.
Bởi vậy nên có hiện tượng các tổ chức lữ hành và chính phủ có những kỳ quan ít tiếng tăm so với những công trình lừng lẫy hiện đại như tháp Eiffel của Pháp hoặc cổ đại như kim tự tháp Ai Cập vận động bằng nhiều cách có thật nhiều người tham gia càng tốt. Chẳng hạn như nước Jordan chưa đến 7 triệu dân nhưng đến năm 2007, đã có đến 14 triệu phiếu bầu thành cổ Petra 
NOWC cũng không phải là tổ chức tư nhân đầu tiên phát động cuộc bình chọn kỳ quan thế giới, mà vào Internet sẽ thấy nhiều danh sách kỳ quan thế giới mới do các tổ chức tư nhân tự tổ chức.

## Ủng hộ
Mặt khác cũng không thể phủ nhận, nhờ nghệ thuật quảng bá vượt trội của New7wonder nên chương trình bình chọn của New7wonder đã có tiếng vang trên toàn thế giới, quy mô bình chọn vượt hơn hẳn các chương trình khác. Để quảng bá mạnh mẽ cuộc bình chọn, ban tổ chức thường xuyên tổ chức những sự kiện nổi bật thu hút sự quan tâm của dư luận.
Ví dụ, ngày 8/9/2000, chỉ hai tháng sau khi phát động chiến dịch, khi Australia (Úc) đề cử Nhà hát Opera Sydney vào danh sách 7 kỳ quan thế giới mới, ban tổ chức đã cho một chiếc thủy phi cơ mang logo N7W đáp xuống mặt nước cảng Sydney. Sự kiện này được đài CNN và các đài báo Australia tường thuật chi tiết tạo một cơn sốt bình chọn trên đất Australia khiến website N7W.com bị quá tải. Hay tại Ấn Độ, ngày 1/12/2004 ban tổ chức đã mời Aishwarya Rai, cựu hoa hậu thế giới và ngôi sao điện ảnh Ấn Độ, viếng thăm Lăng Taj Mahal nổi tiếng đã tạo ra một cơn sốt bình chọn trên mạng..
Buổi lễ trao giải 7 kỳ quan mới của thế giới cũng diễn ra hoành tráng tại Sân vận động Ánh sáng ở Lisbon, Bồ Đào Nha, thu hút sự chú ý của toàn thế giới khi được truyền hình tới khoảng 1,6 tỷ khán giả trên hơn 170 quốc gia. Dẫn chương trình là 2 diễn viên nổi tiếng đều từng đoạt giải Oscar là Ben Kingsley và nữ diễn viên Mỹ Hillary Swank. Việc trao giải quy tụ nhiều ngôi sao truyền hình và thể thao như danh thủ bóng đá Cristiano Ronaldo
Liên Hợp Quốc cũng đánh giá cao cuộc bầu chọn bảy kỳ quan thế giới mới, bởi nó phù hợp với Mục tiêu Phát triển Thiên niên kỷ, giúp du khách và nhân dân các nước biết đến hàng trăm danh thắng, kỳ quan thiên nhiên đa dạng và độc đáo ở khắp các châu lục.
Do vậy, dù không được công nhận về khoa học, các chương trình vận động bình chọn vẫn được nhiều nước tiến hành nhằm tận dụng điều này để quảng bá cho địa điểm du lịch của nước họ ra toàn thế giới. Có thể kể đến các ví dụ như:
- Kênh truyền hình Al-Jazeera tiếng Anh cho biết, số du khách tới Ngọc Sơn đã tăng gấp đôi kể từ khi có cuộc bình chọn do New7Wonders phát động.[8]
- Tại Jordan, Faruq Hadidi, Bộ trưởng du lịch cho biết, khách du lịch đến thăm thành cổ Petra đã tăng gấp đôi sau cuộc bình chọn.[9]
- Theo cựu Thủ tướng Hàn Quốc Chung Un Chan, chủ tịch ủy ban vận động Hàn Quốc, những kỳ quan đoạt giải có tiềm năng trở thành một trong những điểm thu hút du khách mạnh nhất thế giới khi dẫn ra ví dụ: "Tượng Chúa Kitô Cứu Thế tại Brazil, nơi đã giành được danh hiệu kỳ quan thế giới mới, đã chứng kiến doanh thu du lịch tăng từ 60 đến 70%."[10] Theo báo cáo của Viện Phát triển Jeju, việc giành được danh hiệu sẽ giúp quốc gia chiến thắng tạo ra khoảng 1,14 tỷ đôla giá trị doanh thu từ du lịch mỗi năm nhờ hiệu ứng lan tỏa của nó.[10]
- Brazil đã tổ chức chiến dịch Vote no Cristo (Bầu phiếu cho Chúa) được các công ty tư nhân hỗ trợ (các nhà cung cấp mạng điện thoại di động miễn phí tin nhắn bầu phiếu cho tượng Chúa cứu thế). Một số nhà tài trợ như ngân hàng Banco Bradesco bỏ ra hàng triệu USD để ủng hộ chiến dịch.[6]
- SAu khi công bố kết quả, tại Ấn Độ người dân đã mở tiệc, bắn pháo hoa ăn mừng bên ngoài lăng Taj Mahal. Hàng ngàn người Mexico thì hò reo, vẫy cờ và đổ về kim tự tháp ở Chichen Itza vì hân hoan. Và ở Rio de Janeiro, hàng trăm ngàn người nhảy múa, hát mừng bức tượng Jesus của họ đã giành chiến thắng.[9]
- Tờ Jakarta Post dẫn lời Agustinus Ch. Dulla, phụ trách vùng du lịch phía Đông Indonesia cho biết, kể từ khi có tên trong danh sách bình chọn, số du khách tới vườn quốc gia Komodo đã tăng 300%, từ 15.000 năm 2009 lên hơn 50.000 năm 2011, và rằng dù có tranh cãi về tính khoa học, cuộc bình chọn đã góp phần quan trọng để quảng bá hình ảnh của hòn đảo ra thế giới.[11] Cựu Phó tổng thống Jusuf Kalla còn chỉ trích những quan chức tỏ ý nghi ngờ New7wonders. Ông xem họ là "thật ngây thơ khi chỉ nhìn vào văn phòng đại diện, một thứ vốn không quan trọng trong thời đại kỹ thuật số.", và rằng "chính phủ không quan tâm chỉ vì họ cảm thấy ghen tị với tầm ảnh hưởng của New7wonders"[12]. Tổng thống Susilo Bambang Yudhoyono cũng kêu gọi người dân nhắn tin SMS bình chọn cho vườn quốc gia Komodo qua số 9818[13].
- Thủ tướng Liban Najib Mikati thì nói: "Đây là cơ hội vàng để cho thế giới biết những nét độc đáo của chúng ta. Tôi kêu gọi người dân Li-băng, như một nghĩa vụ với quốc gia, hãy bỏ phiếu cho hang động Jeita trong cuộc bình chọn của New7wonder"[14]
- Bộ trưởng Bộ Du lịch Israel, Stas Meseznikov tuyên bố. "Chúng ta không được thờ ơ, thay vì thế chúng ta phải tiếp tục bỏ phiếu cho Biển Chết, cả ở Israel và trên thế giới. Một chiến thắng cho Biển Chết có nghĩa là sẽ có hàng trăm hàng ngàn khách du lịch đến khu vực mỗi năm, hàng ngàn cơ hội việc làm và cải thiện hình ảnh của Israel ở nước ngoài như một điểm đến du lịch hấp dẫn"[15]